# Párizs ostroma (845)
Párizs ostroma 845-ben volt, amely egyben a viking invázió kicsúcsosodása volt a Nyugati Frank Királyságban. A viking csapatokat "Reginherus", vagy más néven Ragnar vezette, akit hagyományosan Ragnar Lodbrokkal azonosítanak. Ragnar flottája 120 viking hajóból állt, mely harcosok ezreit szállította, márciusban érte el a Szajnát, és megkísérelte a felhajózást a folyón. II. Károly nyugati frank király csak egy kisebb katonai választ tudott adni, ám a vikingek legyőztek egy hadosztályt, mely a hadseregnek, mintegy a felét tette ki, míg a maradék visszavonulót fújt. A vikingek elérték Párizst a hónap végén, húsvétkor. Miután elfoglalták és feldúlták a várost a vikingek végül visszavonultak, miután megkapták a 7000 francia font azaz 2570 kilogrammnyi ezüstöt és aranyat II. Károly királytól.

## Háttér
A Frank Birodalmat viking támadók először 799-ben támadták meg (tíz évvel az első ismertté vált viking támadás után, melyet az angliai Dorsetben Portland városa ellen intéztek), mely végül Károly frank császárt arra kényszerítette, hogy létrehozzon egy part menti védelmi rendszert a birodalom északi partvidékei mentén 810-ben. E védelmi rendszer sikeresen távol tartotta a vikingeket a Szajna folyó torkolatvidékétől egészen 820-ig, amikor is I. Károly elhunyt, ugyanakkor a védművek kudarcot vallottak a dán vikingek Frízföldön és Dorestad környékén végrehajtott támadásai során 834-ben. A támadások 820-ban és 834-ben nem kapcsolódtak egymáshoz és viszonylag kis méretűnek tekinthetőek és a jóval rendszerszerűbb támadások nem is kezdődtek el egészen a 830-as évek közepéig, miközben a vikingek erői megoszlottak a La Manche-csatorna két oldalán. A viking támadások gyakran képezték a skandináv nemesek közti hatalmi harcok részét, a frankokkal szomszédos más nemzetek ellen, valamint a dánok kihasználták, hogy jól informáltak voltak Frankföld politikai viszonyaival kapcsolatban; mivel tisztában voltak vele, hogy a 830-as és a korai 840-es években polgárháborúk dúlták fel a birodalmat és hasznot húztak ebből a tényből. Jelentősebb támadásokat intéztek Antwerpen és Noirmoutier ellen 836-ban, Rouen ellen 841 során, valamint Quentovic és Nantes ellen 842-ben.

## A megszállás és az ostrom
845 márciusában, egy 120 dán viking hajóból álló flotta, mely több, mint 5000 emberből állt ,  elérte a Szajna torkolatát a dán hadvezér, "Reginherus", vagy más néven Ragnar vezetésével. Ezt a Ragnart azonosítják próbaképpen gyakran azzal a Ragnarral, aki a sagákban szerepel, mint Ragnar Lodbrok, ám személyéről napjainkban is vitatkoznak a történészek. 841 körül, Ragnar földet kapott a Frízföldön fekvő Turholtnál, II. Károly frank királytól, de végül elvesztette területeit a király akaratának megfelelően.  Ragnar vikingjei megtámadták Rouent 845 során, miközben a Szajnán hajóztak felfelé, és az invázióra válaszul a Párizs melletti Saint-Denis székesegyházat elpusztították, Ekkor II. Károly egy hadsereget gyűjtött össze, mely két részre vált a folyó két partján.  Ragnar megtámadta és legyőzte az egyik, az övénél kisebb frank hadosztályt és közülük 111 férfit hadifogságba vetettek, majd a Szajna szigetén felakasztották őket. Ezt Odin tiszteletére hajtották végre valamint azért, hogy megfélemlítsék a frank hadsereg megmaradt részét.

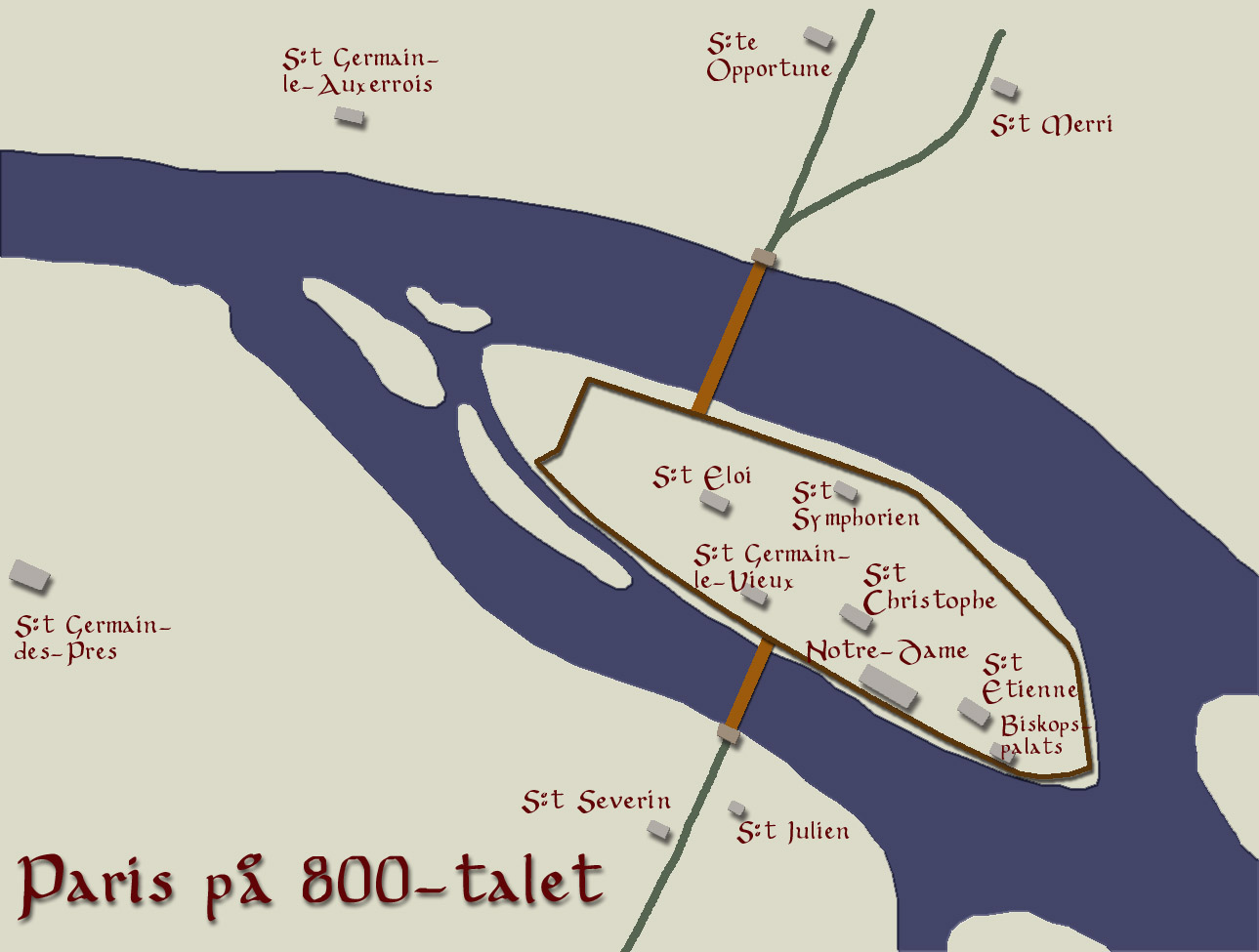
Párizs 9. századi térképe. A város az Île de la Cité szigeten koncentrálódott.

A vikingek végül elérték Párizst 845. március 29-én, húsvétkor, majd betörtek a városba és kifosztották. Az ostrom idején pestisjárvány tört ki a vikingek táborában. Az északiak a keresztényeket hibáztatták a járvány miatt és előbb imádkozni kezdtek az északi istenekhez, majd gyorsan aszerint cselekedtek a betegséggel kapcsolatban, melyet egyik keresztény foglyuktól hallottak és a járvány terjedése megállt. A frankok képtelenek voltak megfelelő védelmet kialakítani a behatolókkal szemben, ezért a vikingek csak akkor vonultak vissza, miután megkapták az ezért járó 7000 font tömegű, azaz 2570 kilogrammnyi ezüstből és aranyból álló váltságdíjukat II. Károlytól.[11] Figyelembe véve Ragnar területvesztését I. Károly frank királytól, a váltságdíjként fizetett összeg valamelyes kompenzálta Ragnar veszteségeit mind a területvesztés, mind pedig a támadás okán, ezért eltekintett a bosszúállástól. Mindent egybevetve ez volt az egyike annak a tizenhárom hadisarcnak, melynek Danegeld a neve és , amelyet a frankok fizettek a vikingeknek azért, hogy ne támadják meg őket. Miután megegyeztek arról, hogy visszavonulnak Párizs közeléből, Ragnar vikingjei a hazaút során még további helyeket fosztottak ki a partvidék mentén, például a saint-omeri Saint-Bertin-apátságot.
II. Károlyt súlyos bírálatok érték a vikingeknek kifizetett jelentős összeg miatt országában, ugyanakkor ezzel egy időben számos egyéb komoly problémával is dacolnia kellett, mint például testvéreivel folytatott vitázással, helyi lázadásokkal, és elégedetlen nemesekkel, valamint külföldről érkező politikai nyomással is. Grófjaival már korábban is meggyűlt a baja, mikor sereget kellett volna toborozni Ragnar nagy katonai fölénnyel rendelkező csapatai ellen, melyeket tartani kellett volna, ahelyett, hogy Károly kivásárolta volna őket uraságaiktól, talán lehetővé tette volna a békét a viking támadásokkal szemben, legalábbis a közeljövő egy részében.

## Hatása
Még ugyanebben az évben a vikingek flottája megtámadta Hamburgot, melyet IV. Gergely pápa emelt 831-ben I. Lajos frank császár kezdeményezésére, hogy a szász területekre való hajózást elősegítse és segítsen a kereszténység elterjesztésében Skandináviában. Válaszul a Keleti Frank Királyság királya, II. Lajos keleti frank király egy diplomatákból álló küldöttséget küldött, élén Cobbo gróffal, (aki a két gróf közül az egyik volt) Horik király udvarába, azokkal a nagy igényekkel, hogy a dán királynak el kell ismernie a frank hatalmat maga felett és a támadás miatt kártérítéseket kell fizetnie. Horik végül belement a feltételekbe, békét kötöttek és szintén megígérte, hogy visszaadják a fosztogatásokból származó javakat.
Horik leginkább a szászokkal közös határterületeket akarta megerősíteni, valamint nézeteltéréssel kellett szembenéznie I. Olof svéd királlyal kapcsolatban, valamint helyi felkeléseket kellett levernie. A békekötés értelmében Lajos Horik király engedelmességét várta el cserében, melyet még inkább megerősített Horik azáltal, hogy követeket és különböző ajándékokat küldött rendszeresen Lajos udvarába és felfüggesztette a viking támadók támogatását.
Habár számos viking harcos elhunyt a Párizs ostrománál kitört pestisjárvány során, Ragnar életben maradt és visszatért Horik király udvarába. Egy történet szerint, mely Cobbo követeitől eredeztethető, Ragnar megtámadta Saint-Germain-des-Prés apátságát a későbbiek során, mely Párizs környékén feküdt, amit Cobbo később meglátogatott és a pestisjárvány kitörését Párizsi Szent Hermann-nak tulajdonította. Mikor Ragnar megmutatta Horik királynak az aranyat és ezüstöt melyet zsákmányolt, azzal hencegett, hogy sokkalta könnyebb volt Párizst megostromolni, mint amennyire nehéznek hitte, majd sírásban tört ki, miután az egészet ahhoz kötötte, hogy az egyetlen ellenállást, amivel találkoztak azt csak egy szent tanúsította. Ahogy Ragnar emberei közül számos harcos a későbbiek során nem sokkal ezután elhunyt, ezért a király nagyon megrémült és elrendelte az összes túlélő kivégzését és az összes keresztény fogoly elengedését.
A vikingek a 860-as évek során újra és újra visszatértek és zsákmányt, valamint váltságdíjat szereztek, de Frankföld történetében fordulópontot hozott az, hogy a vikingek legnagyobb támadásakor a 885–886-os párizsi ostrom során a város falai kivédték az északiak támadását.

## Kapcsolódó lapok
- Párizs ostroma (885–886)
- Viking hajók
- Viking történelem
- Viking kultúra
- Frank Birodalom
- Karoling-ház

## Fordítás
- Ez a szócikk részben vagy egészben  a   Siege of Paris (845) című angol Wikipédia-szócikk ezen változatának fordításán alapul.  Az eredeti cikk szerkesztőit annak laptörténete sorolja fel. Ez a jelzés csupán a megfogalmazás eredetét és a szerzői jogokat jelzi, nem szolgál a cikkben szereplő információk forrásmegjelöléseként.